# Powiat Koszyce III
Powiat Koszyce III (słow. okres Košice III) – słowacka jednostka administracyjna znajdująca się w kraju koszyckim, obejmująca koszyckie dzielnice: Dargovských hrdinov, Košická Nová Ves.
Powiat Koszyce III zajmuje obszar 18 km², jest zamieszkiwany przez 30 745 obywateli, co daje średnią gęstość zaludnienia w wysokości 1 708,06 osób na km².